# Castelo de Beaufort (Líbano)

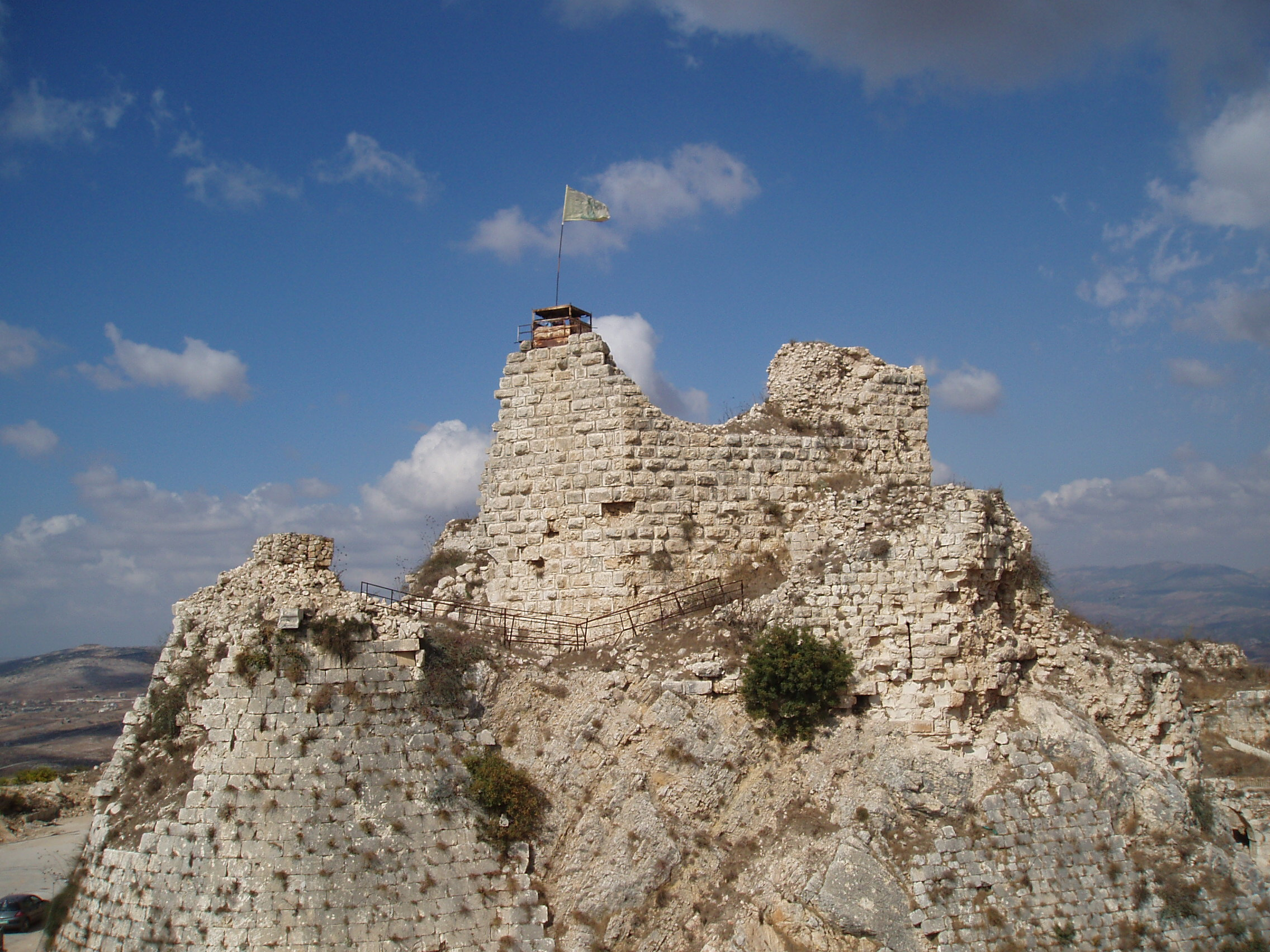
Castelo de Beaufort (2005).

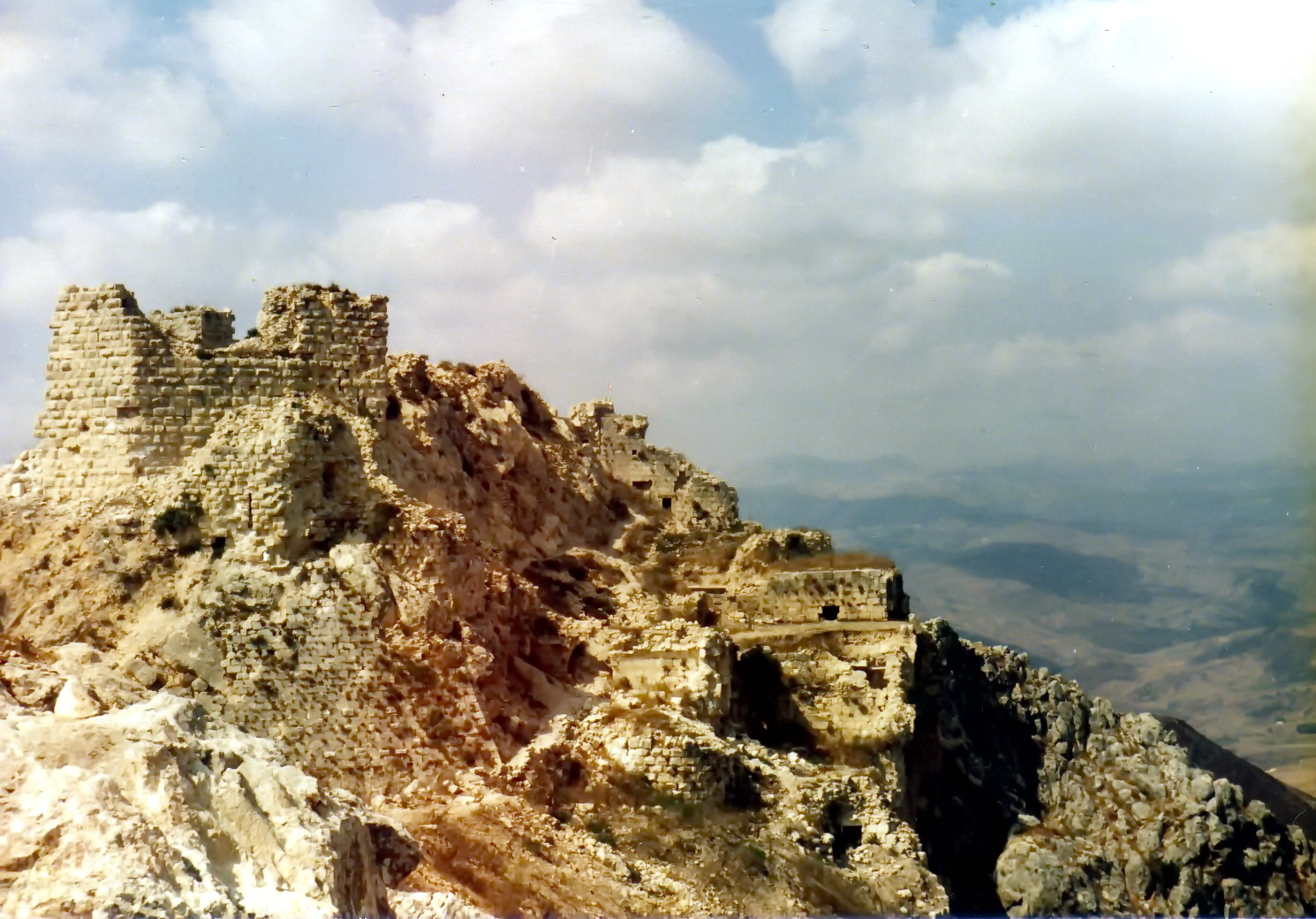
Castelo de Beaufort (1982).

O Castelo de Beaufort, também grafado como Castelo de Belfort (em língua árabe "Shaqif  Arnun" ou "Qala'at al-Shaqif"), localiza-se cerca de 1 quilómetro su-sudeste da vila de Arnoun, na província de Nabatieh, no sul do Líbano.
Em posição dominante sobre o rio Litani, ergue-se sobre um íngreme afloramento rochoso, a 700 metros de altitude.
O castelo recebeu o nome de "bel fort" ou "beau fort" (do francês, com o sentido de "belo forte") pelos Cruzados que o ocuparam no século XII. O seu nome em árabe - "Qala'at ash-Shqif" significa "Castelo da Rocha Alta" ("shqif" é a palavra em Aramaico para "rocha alta").

## História
Pouco se sabe acerca de sua primitiva estrutura. À época das Cruzadas foi conquistado por Fulque de Jerusalém em 1139, que o doou aos senhores de Sidon. O historiador Hugh Kennedy especula que a construção do castelo Cruzado tenha começado logo após esta doação.
Saladino conquistou Beaufort em 1190, tendo retornado às mãos dos Cruzados em 1250. Finalmente, em 1268 o sultão Baibars conquistou o castelo.
Beaufort constitui-se em um dos poucos exemplos em que um castelo medieval demonstrou valor e utilidade militar na guerra moderna, como a história do final do século XX mostrou.

## Características
Diversos dos grandes castelos Cruzados na Terra Santa foram erguidos no alto de escarpas rochosas, tirando partido das defesas naturais e fortificando o único ponto de acesso. A localização de Beaufort tem um papel de destaque na defesa do sítio, que é naturalmente defendido pelo lado norte. Os primitivos construtores islâmicos projetaram o castelo de modo a incluir um rebaixamento natural da rocha imediatamente a leste, eliminando assim uma das possíveis vias de ataque. Distribuído em duas alas, uma ocupando o terreno mais baixo a leste, o castelo apresenta planta aproximadamente triangular, com aproximadamente 150 por 100 metros. Uma torre de menagem foi erguida contra a muralha oeste da ala superior; esta torre apresenta planta quadrada, com lado de aproximadamente 12 metros. Ao passo que era comum nas suas congéneres da Europa o acesso pelo primeiro pavimento, na Síria a prática era o acesso pelo pavimento térreo, como pode ser observado em Beaufort.

## Filme
O filme israelita "Beaufort", realizado por Joseph Cedar em 2007, reconstitui os últimos dias de ocupação da fortificação pelas forças israelitas, em 2000.